# Instituto Federal Baiano
O Instituto Federal de Educação, Ciência e Tecnologia Baiano (IFBAIANO) foi criado mediante a aprovação da lei 11.892 de 2008. O IF Baiano surgiu através da integração das antigas Escolas Agrotécnicas Federais de Catu, de Guanambi (Antonio José Teixeira), de Santa Inês e de Senhor do Bonfim. Sua reitoria está instalada em Salvador.

## Unidades formadoras
Mediante a aprovação da lei 11.892 de 2008, as Escolas Agrotécnicas Federais de Catu, de Guanambi (Antonio José Teixeira), de Santa Inês e de Senhor do Bonfim, juntamente com as Escolas Médias de Agropecuária Regional (EMARCs) criadas e mantidas pela Comissão Executiva do Plano da Lavoura Cacaueira (CEPLAC), orgão vinculado ao Ministério da Agricultura, foram fundidas a fim de criar o Instituto Federal de Educação, Ciência e Tecnologia Baiano (IF Baiano), cuja reitoria está instalada em Salvador.
Em 2010, na segunda expansão da rede profissional, duas novas unidades foram implantadas nas cidades de Bom Jesus da Lapa e Governador Mangabeira.
Em 2012, o governo anunciou mais uma expansão da Rede Federal de Educação Profissional e Tecnológica. O Plano previu a criação de vários campi nas 27 Unidades da Federação, sendo que, 09 desses campi seriam implementados na Bahia. Para o IF Baiano, coube a implantação de mais 04 campi sediados nas cidades de: Alagoinhas, Itaberaba, Serrinha e Xique-Xique.
O Instituto Federal de Educação, Ciência e Tecnologia Baiano é o único Instituto Federal do Brasil que possui todos os campi (14 unidades) destinados a formação nas áreas das Ciências Agrárias e Ambientais. É também o maior Instituto Federal do Brasil em quantidades de campi de grande porte (Modelo MEC - 90/70 agrícola Escola - Fazenda).

### Escola Agrotécnica Federal de Catu
O Campus Catu era uma Escola Agrotécnica Federal (EAF) atualmente é o maior campus de INSTITUTOS FEDERAIS do Brasil em área territorial, criada em 1895, através da Lei nº 75, que originou a Fazenda Modelo de Criação. Em 03 de fevereiro de 1897, Ambrósio Baptista dos Santos vendeu a denominada Fazenda Sant’Anna ao Governo da Bahia para implantá-la. Essas fazendas deveriam promover a criação de gado, através do ensino de técnicas.
Em 1918, iniciou-se o processo de federalização da Fazenda Modelo, adotando-se uma política que consistiria em fornecer técnicas pastoris para a comunidade agrícola local. Foram desenvolvidas atividades de criação até o início de 1964. Em 05 de março, através do Decreto n° 53.666, passou a chamar-se Colégio Agrícola de Catu, tendo sido este subordinado à Superintendência do Ensino Agrícola e Veterinário do Ministério da Agricultura.
A designação Colégio Agrícola Álvaro Navarro Ramos foi estabelecida pelo Decreto N°58.340, de 03 de maio de 1966, que tinha como finalidade ministrar o ensino de segundo grau, formando Técnicos em Agropecuária, fundamentado na filosofia do Sistema Escola-Fazenda: aprender a fazer e fazer para aprender. Em 19 de maio de 1967, através do Decreto N°60.731, o Colégio foi transferido para o Ministério da Educação e Cultura (MEC), passando a funcionar como escola em 1969.
Em 1971, formou-se a primeira turma de alunos: Técnicos em Agropecuária. Em 4 de setembro de 1979, por meio do Decreto N° 83.935, passou a ser denominada Escola Agrotécnica Federal de Catu – Bahia Álvaro Navarro Ramos. De 1981 até 1982, a escola passou por uma intervenção ministerial, sob o comando de Armando Rodrigues de Oliveira. Após a saída desse interventor, assume o comando o professor João Batista Alves Novaes, que dirigiu de 1982 até 1996.
Em 17 de novembro de 1993, de acordo com a Lei n°8.731, de 16/11/1993, a Escola Agrotécnica Federal de Catu – Bahia passou a ser uma autarquia, passando a dispor de orçamento e quadro de pessoal próprio. Em meados da década de noventa, o modelo de ensino busca adequar-se às novas Diretrizes Curriculares Nacionais para a Educação Profissional (Lei nº 9.394/96, Decreto nº 2.208/97 e Decreto 5154/05). O projeto elaborado pela EAF-Catu apresentava a proposta de funcionamento dos cursos Técnicos em Agricultura, Zootecnia e Agroindústria.
Em 2005, houve a implantação do curso Técnico em Operação e Produção de Petróleo, em parceria com a Petrobras, visando o atendimento da demanda da região, na área de produção petrolífera.
Em 2006, o professor Sebastião Edson Moura assumiu a direção geral, através de eleição na comunidade escolar.
Em 29 de dezembro de 2008, a Lei 11.892 instituiu os Institutos Federais de Educação, Ciência e Tecnologia, criando o IF Baiano, resultante da integração das antigas Escolas Agrotécnicas Federais da Bahia.

### Escola Agrotécnica Federal de Santa Inês
A Escola Agrotécnica Federal de Santa Inês foi uma autarquia federal vinculada à Secretaria de Educação Média e Tecnológica e esta ao Ministério da Educação do Brasil. Localizada na cidade baiana de Santa Inês, a aproximadamente 300 quilómetros da capital, Salvador, hoje é um campus do Instituto Federal Baiano.
A instituição oferecia o ensino médio integrado com o curso técnico, com habilitação técnica em agropecuária, alimentos ou zootecnia. O regime de aulas é de tempo integral, manhã e tarde. A instituição também oferecia cursos superiores.
Na instituição, os alunos podiam frequentar em regime de internato, através do qual eles residiam nos alojamentos da instituição, tendo direito de sair da instituição dentro dos horários específicos, ou em regime externo, no qual eles chegavam a instituição pela manhã, assistiam às aulas e voltavam para casa ao final da tarde, tendo almoçado na própria instituição.
Foi criada em 30 de junho de 1993, pela Lei n.º 8.670, sancionada pelo então Presidente da República Itamar Franco e publicada no Diário Oficial da União em 1 de julho de 1993. Foi transformada em Autarquia pela lei 8.731, de 16 de novembro de 1993, e publicada no Diário Oficial da União em 17 de novembro de 1993, tendo iniciado suas atividades didático-pedagógicas no dia 17 de junho de 1996.

### EMARC - Uruçuca
O campus de Uruçuca do IF Baiano tem sua história relacionada às pesquisas de extração e produção do cacau no sul da Bahia. Em Julho de 1964, o secretário geral da CEPLAC, Carlos Brandão, e o coordenador do CEPEC, Paulo de Tarso Alvim, na qualidade de assessores da Delegação do Brasil, participaram da reunião da Aliança dos países produtores de Cacau realizada em Lomé no Togo. Terminada a reunião Brandão e Alvim seguiram viagem para Nigéria, Costa do Marfim e Gana, a fim de visitam seus serviços de pesquisa e extensão do cacau que se encontraram em estágio mais avançado do que seus congêneres brasileiros. Entre as visitas realizadas, destacou-se a que foi feita a uma escola vocacional, situada em Bunso, perto de Tafo, em Gana, onde se desenvolve intenso programa de treinamento de centenas de pessoas, compreendendo funcionários e pessoal de campo nas medidas da erradicação da doença "swollen Shoot" do cacau e no controle de uma série de praga do cacaueiro - o capsídeo. Essa visita causou a ambos grande impressão, levando a que Carlos Brandão tomasse imediatamente a decisão de transformar a Estação Experimental de Uruçuca no que viria a ser a Escola Média de Agricultura da Região Cacaueira (EMARC). Assim é que no mês de setembro de 1964 já se desenvolviam os planos nesse sentido, vindo a escola a ser inaugurada no dia 9 de Maio de 1965. Com a lei 11.892 de 2008 a Emarc - Uruçuca torna-se um campus do IF Baiano. O campus Uruçuca oferece os cursos técnico integrado em guia de turismo e informática, técnico subsequente em agropecuária, agrimensura e alimentos, no ensino à distância (EAD): técnico em segurança do trabalho e técnico em logística e cursos superiores em agroecologia e gestão de turismo.

## Câmpus
Atualmente, o IF Baiano consolida-se como Instituição multicampi no estado e garante a interiorização da educação profissional, sobretudo pela sua inserção em diversos territórios de identidade. O IF Baiano é formado por 01 (uma) Reitoria, sediada em Salvador, e 14 (quatorze) unidades em funcionamento, nos seguintes municípios: Alagoinhas, Bom Jesus da Lapa, Catu, Guanambi, Governador Mangabeira, Itaberaba, Itapetinga, Santa Inês, Senhor do Bonfim, Serrinha, Teixeira de Freitas, Valença, Uruçuca e Xique-Xique. Possui, também, um campus avançado na cidade de Medeiros Neto.
- Alagoinhas
- Bom Jesus da Lapa
- Catu
- Governador Mangabeira
- Guanambi
- Itapetinga
- Santa Inês
- Senhor do Bonfim
- Teixeira de Freitas
- Uruçuca
- Valença
- Serrinha
- Medeiros Neto (câmpus avançado)
- Itaberaba (construção avançada)
- Xique-Xique (construção avançada)